# Tiếng Swazi
| 0–20% 20–40% 40–60% |  | 60–80% 80–100% |

Phân bổ tiếng Swazi tại Nam Phi: tỷ lệ người sử dụng Swazi tại nhà.

Tiếng Swazi hay Swati (nội danh tiếng Swazi: siSwati [siswatʼi]) là một ngôn ngữ Bantu được người Swazi sử dụng tại Eswatini và Nam Phi. Số người sử dụng ngôn ngữ này ước tính khoảng 3 triệu người. Ngôn ngữ này được giảng dạy tại Eswatini và trong một số trường học tại Nam Phi thuộc các tỉnh Mpumalanga và khu vực KaNgwane. Tiếng Swazi là một ngôn ngữ chính thức tại Eswatini (cùng với tiếng Anh) và cũng là một trong 11 ngôn ngữ tại Nam Phi.
Mặc dù thường được gọi là "Swati" bởi những người sử dụng bản địa, trong tiếng Anh thường thường được gọi là Swazi. Tiếng Swazi có quan hệ gần gũi nhất các ngôn ngữ Nguni "Tugela" khác, như Phuthi; nhưng cũng rất gần với các ngôn ngữ Nguni "Zunda": Zulu, Nam Ndebele, Bắc Ndebele, và Xhosa.

## Phương ngữ
Tiếng Swazi nói tại Eswatini có thể phân thành 4 phương ngữ tương ứng với 4 vùng hành chính của nước này: Hhohho, Lubombo, Manzini, và Shiselweni.
Tiếng Swazi có ít nhất hai biến thể (hay "dạng"): chuẩn, biến thể chiếm ưu thế được nói chủ yếu tại phía bắc trung và tây nam của đất nước, và biến thể còn lại được nói ở những vùng khác.
Ở xa về phía nam, đặc biệt trong các đô thị như Nhlangano và Hlathikhulu, ngôn ngữ nói chịu ảnh hưởng đáng kể từ tiếng Zulu (iSiZulu). Nhiều người Swazi (số nhiều eMaSwati, số ít liSwati), không xem biến thể này là tiếng Swazi "thực sự". Biến thể này được coi là phương ngữ thứ hai của đất nước. Một lượng khá lớn người nói tiếng Swazi cư trú tại Nam Phi (chủ yếu tại tỉnh Mpumalanga và tại Soweto) được người nói tiếng Swazi Eswatini cho rằng nói ngôn ngữ không chuẩn.
Không giống như biến thể tại miền nam của Eswatini, biến thể Mpumalanga ít chịu ảnh hưởng của tiếng Zulu, và vì vậy được coi là gần với tiếng Swazi chuẩn hơn. Tuy nhiên, biến thể Mpumalanga này có thể nhận ra vì có những khác biệt trong âm điệu, và có thể trong thanh điệu. Kiểu âm điệu trong tiếng Mpumalanga thường được coi là "chói tai" với những người tại Eswatini.
Một đặc điểm của biến thể chuẩn chiếm ưu thế của tiếng Swazi (được nói ở miền bắc và miền trung Eswatini) là kiểu hoàng gia với lối nói chậm rãi, phát âm nhấn mạnh, thường được người dân thường coi là lối nói ngọt ngào.

## Ngữ âm

### Nguyên âm
|      | Trước | Giữa | Sau |
| ---- | ----- | ---- | --- |
| Đóng | i     |      | u   |
| Vừa  | ɛ     |      | ɔ   |
| Mở   |       | a    |     |

### Phụ âm
Tiếng Swazi chi có một vị trí phát âm với phụ âm click (răng), nhưng lại phân biệt 5-6 cách phát âm khác nhau.
|          |               | Môi    | Môi           | Răng     | Răng     | Chân răng | Sau chân răng | Ngạc mềm | Thanh hầu |
| thường   | mũi hoá trước | thường | mũi hoá trước |          |          | Chân răng | Sau chân răng | Ngạc mềm | Thanh hầu |
| -------- | ------------- | ------ | ------------- | -------- | -------- | --------- | ------------- | -------- | --------- |
| Click    | thường        |        |               | ǀ        | ᵑǀ       |           |               |          |           |
| Click    | bật hơi       |        |               | ǀʰ       | ᵑǀʰ      |           |               |          |           |
| Click    | hà hơi        |        |               | ᶢǀʱ      | ᵑǀʱ      |           |               |          |           |
| Mũi      | hà hơi        |        |               | n̤ʱ       | n̤ʱ       |           | ndʒʱ          |          |           |
| Mũi      | thường        | m      | m             | n        | n        |           | ɲ             | ŋ, ŋɡ    |           |
| Tắc      | tống ra       | pʼ     | pʼ            | tʼ       | tʼ       |           |               | k̬, kʼ    |           |
| Tắc      | bật hơi       | pʰ     | pʰ            | tʰ       | tʰ       |           |               | kʰ       |           |
| Tắc      | hà hơi        | bʱ     | bʱ            | dʱ       | dʱ       |           |               | ɡʱ       |           |
| Tắc      | khép          | ɓ      | ɓ             |          |          |           |               |          |           |
| Tắc xát  | vô thanh      | tf     | tf            | tsʼ, tsʰ | tsʼ, tsʰ |           |               | kʼˡ      |           |
| Tắc xát  | hữu thanh     | dv     | mɓ, mbʱ       | dz       | dz       |           | dʒʱ           |          |           |
| Xát      | vô thanh      | f      | f             | s        | s        | ɬ         | ʃ             |          | h         |
| Xát      | hà hơi        | vʱ     | vʱ            | zʱ       | zʱ       | ɮ         | ʒ             |          | ɦ         |
| Tiếp cận | Tiếp cận      | w      | w             |          |          | l         | j             |          |           |

## Ngữ pháp

### Danh từ
Danh từ tiếng Swazi (libito) gồm hai phần thiết yếu, tiền tố (sicalo) và gốc danh từ (umsuka). Danh từ được chia thành nhiều lớp danh từ dựa trên tiền tố.
Bảng dưới thể hiện các lớp danh từ tiếng Swazi, phân theo cặp số ít-số nhiều.
| Lớp   | Số ít        | Số nhiều |
| ----- | ------------ | -------- |
| 1/2   | um(u)-       | ba-, be- |
| 1a/2a | Ø-           | bo-      |
| 3/4   | um(u)-       | imi-     |
| 5/6   | li-          | ema-     |
| 7/8   | s(i)-        | t(i)-    |
| 9/10  | iN-          | tiN-     |
| 11/10 | lu-, lw-     |          |
| 14    | bu-, b-, tj- |          |
| 15    | ku-          |          |

## Ví dụ
Điều 1 của Tuyên ngôn Quốc tế Nhân quyền:
Bonkhe bantfu batalwa bakhululekile balingana ngalokufananako ngesitfunti nangemalungelo. Baphiwe ingcondvo nekucondza kanye nanembeza ngakoke bafanele batiphatse nekutsi baphatse nalabanye ngemoya webuzalwane.
Bằng tiếng Việt:
Mọi người sinh ra đều được tự do và bình đẳng về nhân phẩm và quyền. Mọi người đều được phú bẩm về lý trí và lương tâm và vì thế phải đối xử với nhau trên tinh thần bác ái.

### Phần mềm
- Project to translate Free Software into Swazi Lưu trữ ngày 14 tháng 1 năm 2007 tại Wayback Machine
- Swazi edition of OpenOffice.org Lưu trữ ngày 24 tháng 3 năm 2007 tại Wayback Machine
- Swazi spell checker for OpenOffice.org and Mozilla (basic) Lưu trữ ngày 14 tháng 1 năm 2007 tại Wayback Machine

Bản mẫu:Ngôn ngữ Liên minh châu Phi